# Galerija Alkatraz
Galerija ALKATRAZ deluje v Metelkova mestu v Ljubljani od leta 1996. Je del Kulturno umetniškega društva Mreža.
Razvila se je na mestu prvih razstav študentov ljubljanske Akademije za likovno umetnost v revitalizirani zgradbi Hlev znotraj Avtonomnega kulturnega centra Metelkova mesto. 

## Področja delovanja
Predstavlja predvsem mlade umetnike in njihova dela in podpira razvoj lokalne umetniške scene. Prednost daje experimentalnim delom v različnih pristopih in medi[[[[jih. Prizadeva si za razvijanje verbalne komunikacije in dialoga o sodobni umetnosti, kulturi in širši družbi. V ta namen organizira Čajanke za sodobno umetnost, delavnice in debate. 
Prizadeva si za prodor v mednarodni prostor. Umetnike, ki jih zastopa, občasno predstavlja na mednarodnih sejmih umetnosti.
Redno sodeluje s festivali: Rdeče zore, EX PONTO, Mesto žensk, Bunker in je partner v projektu Artyčok.TV: open arhive ter sodeluje z velikim številom regionalnih galerij.